# Kisunyom, Vas
Kisunyom  este un sat în districtul Szombathely, județul Vas, Ungaria, având o populație de 433 de locuitori (2011). 

## Demografie
Componența etnică a satului Kisunyom
     Maghiari (96,83%)
     Germani (2,12%)
     Necunoscut (1,06%)
     Alții (1,06%)
Componența confesională a satului Kisunyom
     Romano-catolici (66,51%)
     Fără religie (4,62%)
     Reformați (2,08%)
     Necunoscută (26,79%)
Conform recensământului din 2011, satul Kisunyom avea 433 de locuitori. Din punct de vedere etnic, majoritatea locuitorilor (96,83%) erau maghiari, cu o minoritate de germani (2,12%). Apartenența etnică nu este cunoscută în cazul a 1,06% din locuitori.  Din punct de vedere confesional, majoritatea locuitorilor (66,51%) erau romano-catolici, existând și minorități de persoane fără religie (4,62%) și reformați (2,08%). Pentru 26,79% din locuitori nu este cunoscută apartenența confesională.